# August Säfström
Ture August Säfström, född 1 oktober 1813 i Uppsala, död 12 april 1888, var en svensk lustspelsförfattare.
Säfström ägnades sig åt dramatiskt författarskap och försåg sekundscenen i Stockholm med ett 90-tal verk i den dåtida vaudevillestilen. Han kallade sina egna arbeten för "bagateller" med mycket enkel handling, ytliga karaktärer och okvicka dialoger. Att kupletterna var sångbara medförde, i kombination med verkens Stockholmskaraktär, att Säfströms hemslöjdsdramatik var populär i ett par årtionden, bland annat på Selinders elevteater och sällskapsteatern.
Säfström gav även ut en mindre samling dikter, kallad Skymningsqvitter (1853). Som tonsättare komponerade Säfström tillsammans med Andreas Randel-operetten Fiskarstugan (1844), till vilken han skrev librettot och som uppfördes på Operan. Han gav även ut flera verk, dels för sång och piano, dels för piano ensamt.